# Adelheid von Loccum-Hallermund
Adelheid von Loccum-Hallermund war Gräfin von Käfernburg und Hallermund, von Wassel und Erbtochter des Grafen Wilbrand I. von Loccum-Hallermund und Beatrix von Rheineck, der Tochter von Pfalzgraf Otto.

## Ehen und Kinder
Adelheid von Loccum-Hallermund war zweimal verheiratet.
Ihre erste Ehe schloss sie mit Graf Konrad II. von Wassel (* um 1145; † 23. Mai 1176 oder 1178), seinerseits Vicedominus von Hildesheim. Mit ihm hatte sie zwei Töchter. Die erste, Adelheid von Wassel (* um 27. Oktober 1175; † nach 1244), heiratete zunächst Graf Bernhard II. von Ratzeburg († 1198) und nach dessen Tod Graf Adolf I. von Dassel († 1224). Ihre zweite Tochter  Friderun († nach 1198) ging als Nonne ins Kloster.
In zweiter Ehe war Adelheid von Loccum-Hallermund mit Graf Günter II. von Käfernburg (Schwarzburg) und Hallermund (* um 1135, † 1197) verheiratet, dessen erste Ehefrau Gertrud von Wettin († vor 1180) die Tochter des Markgrafen Konrad des Großen von Meißen gewesen war. Mit ihm hatte sie ebenfalls zwei Nachkommen. Sie gebar um 1180 den späteren Grafen Ludolf II. von Hallermund, der am  15. November 1256 starb, und als zweiten männlichen Nachkommen den späteren Erzbischof von Magdeburg Wilbrand von Käfernburg (* 1180; † 5. April 1253), der dieses Amt von 1235 bis zu seinem Tod innehatte.
Mit dem Tod ihres Bruders Ludolf im Jahr 1191 kam die Grafschaft Hallermund über Adelheid an die Grafen von Käfernburg.